# Александрия (Камень-Каширский район)
Александрия (укр. Олександрія) — село в Сошичненской сельской общине Камень-Каширского района Волынской области Украины.
Население по переписи 2024 года составляет 151 человек. Почтовый индекс — 44542. Телефонный код — 3357. Занимает площадь 1,695 км².